# Мусала
Мусала (болг. Мусала) — найвища гірська вершина Болгарії, Балканського півострова та всієї Східної Європи. Висота — 2925 метрів. Складена палеозойськими гранітами, прорізаними гранітпорфірними жилами. Гірнольодовиковий рельєф.
Вершина Мусала знаходиться в горах Рила, на території Національного парку Рила, недалеко від відомого курорту Боровец та приблизно за 80 км від столиці Болгарії Софії. Літом на вершину піднімаються туристи з багатьох країн світу, переважно з Болгарії та сусідніх країн Балканського півострова, а також із країн Західної та Центральної Європи. На вершині збудована метеорологічна станція Національного інституту метеорології та гідрології Болгарської академії наук (БАН).
Згідно з деякими дослідженнями, назва вершини походить з турецького «Мус Аллах», або «місце для молитви», «молитовна вершина», «близько до Аллаха» і дана під час володіння Османської імперії. З 1949 по 1962 роки вершина називалась пік Сталін.
Середньорічні температури: −2,9°С, сер. температура лютого — −12,0°С, сер. серпня — 5,4°С, абсолютна мінімальна тем. −31,2°С, абсолютна максимальна темп. 18,7°С, найхолодніше місце в Болгарії. У середньому 254 дні в році Мусала вкрита сніжним покривом. Переважають північно-західні вітри.
Гірсько-лугові ґрунти. Вкрита в основному альпійською рослинністю. В південній частині масиву вершини знаходяться гірські пасовища. Досить цікаве різноманіття флори, що включає деякі види дерев, і фауни; це чудове місце для спостережень за птахами.
Найлегший маршрут для сходження — пішохідна стежка з курорту Боровец, 10 км в південному напрямку. Із Боровця збудована канатна гондольна дорога, якою можна піднятись до місцевості Ястребец на висоті 2369 м і таким чином скоротити час сходження на 2,5—3 години. Від місцевості Ястребец до туристичної бази Мусала (2389 м) можна дійти за годину, а звідти до вершини — ще приблизно за дві години. На відстані приблизно 200 м нижче вершини знаходиться заслон «Леденото езеро» («Льодяне озеро», відоме також як «Мусала» та «Еверест»), на висоті 2700 метрів над рівнем моря, на березі однойменного гірського озера. У ньому можна переночувати, якщо потрібно. Після расклону стежка роздвоюється на літній та зимовий варіанти маршруту. Зимовий облаштований залізними кільцями, що зв'язані міцним тросом.
Вершина є однією зі ста національних туристичних об'єктів Болгарії. Печатка знаходиться в метеорологічній станції.
Існує легенда, що в ясну погоду з вершини видно Середземне море. Насправді, гори Південної Болгарії та Північної Греції перешкоджають прямій видимості, а сферична форма Землі не дозволяє бачити настільки віддалені об'єкти.

## Фотографії

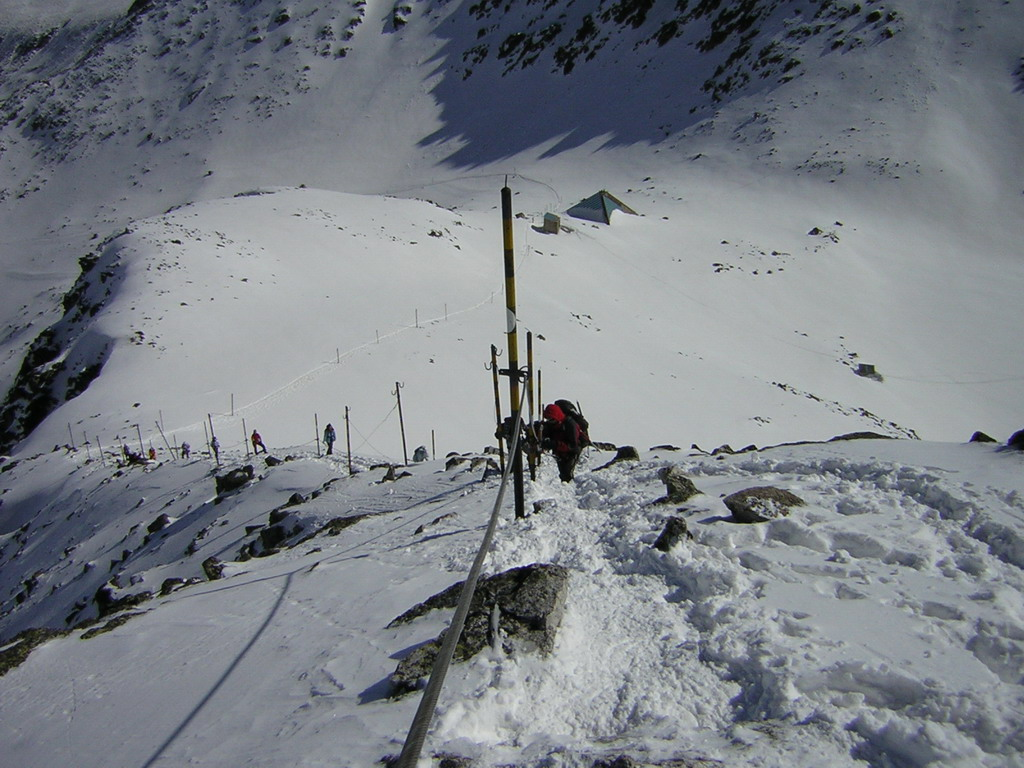
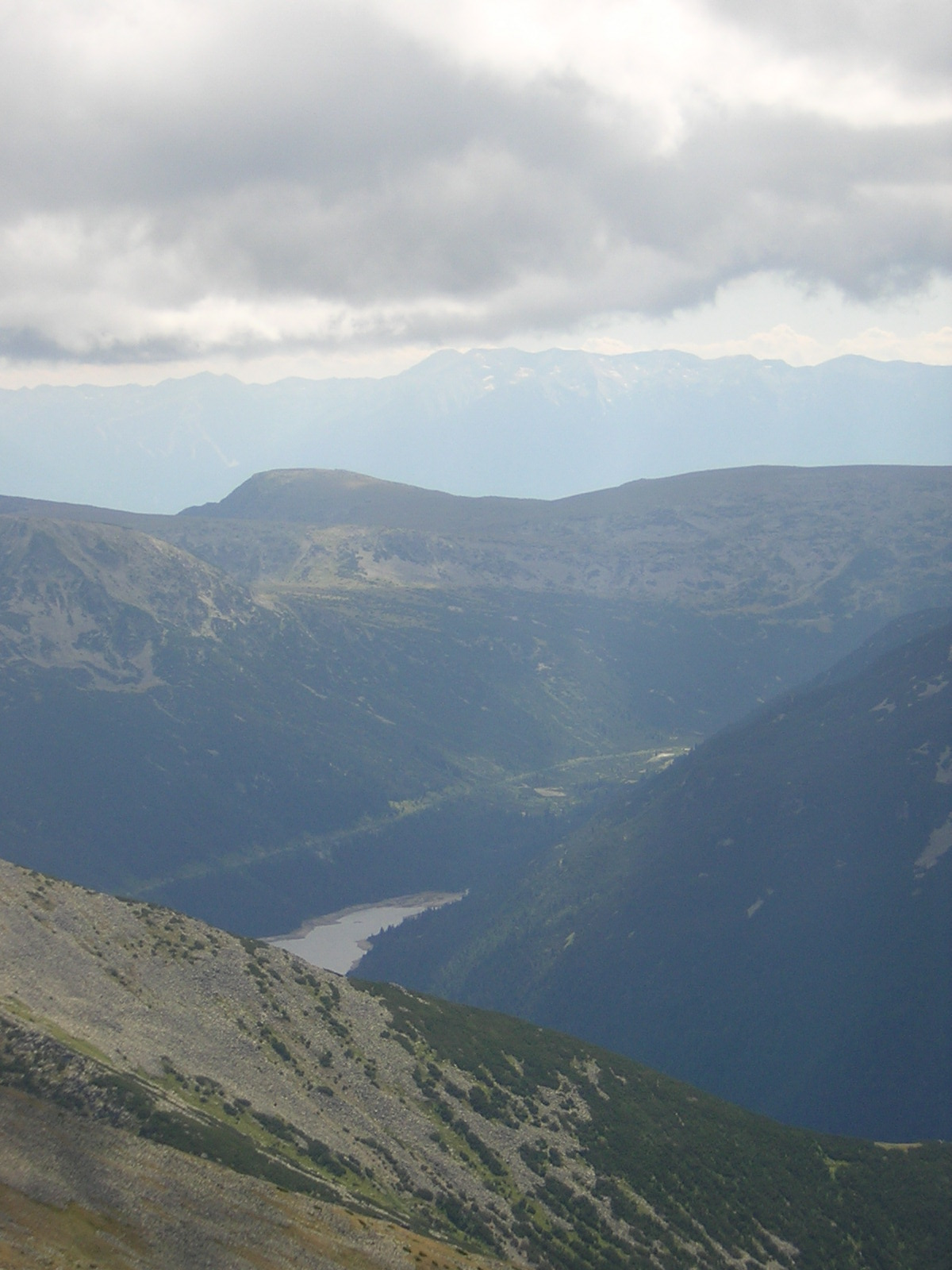
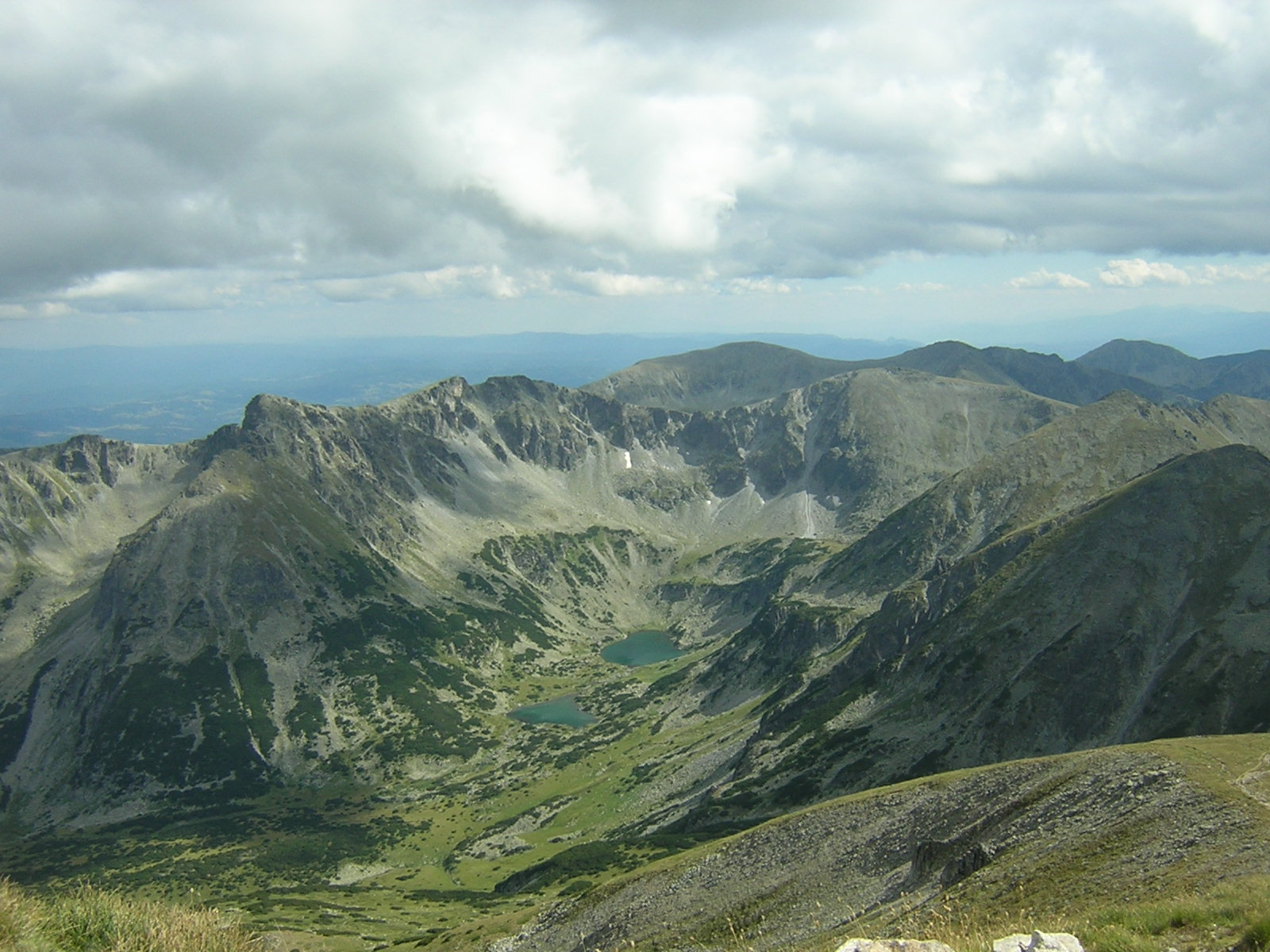